# Makanda (Illinois)
Makanda – wieś w Stanach Zjednoczonych, w stanie Illinois, w hrabstwie Jackson.